# Sławomir Dudek
Sławomir Dudek (ur. 30 grudnia 1968 w Zielonej Górze) – polski żużlowiec i trener sportu żużlowego.
Ojciec Patryka Dudka, również żużlowca.

## Kariera sportowa
Licencję żużlową zdobył w 1984 roku. W rozgrywkach z cyklu Drużynowych Mistrzostw Polski startował do 2007 r., reprezentując kluby: Falubaz (Morawski, ZKŻ) Zielona Góra (1985–1998), Kolejarz (TŻ) Opole (1999–2004), Start Gniezno (2005), PSŻ Poznań (2006) oraz SK Lokomotīve Dyneburg (2007). Jest trzykrotnym medalistą DMP: dwukrotnie złotym (1985, 1991) oraz srebrnym (1989). W 1992 r. zdobył Drużynowy Puchar Polski.
Był dwukrotnym finalistą Indywidualnych Mistrzostw Świata juniorów (Slany 1988 – XIV m., Lonigo 1989 – XV m.), jak również dwukrotnym finalistą Młodzieżowych Indywidualnych Mistrzostw Polski (najlepszy wynik: Gorzów Wielkopolski 1987 – IV m.). Zdobył trzy medale w rozgrywkach o Młodzieżowe Mistrzostwo Polski Par Klubowych: złoty (Rzeszów 1988) oraz dwa brązowe (Bydgoszcz 1985, Gdańsk 1989). Do innych jego osiągnięć w kategorii juniorskiej należały II m. w turnieju o Srebrny Kask (1985) oraz dwukrotnie III m. w turniejach o Brązowy Kask (1987, 1987).
W latach 1988–1997 siedmiokrotnie uczestniczył w finałach Indywidualnych Mistrzostw Polski, największy sukces odnosząc w 1991 r. w Toruniu, gdzie zdobył brązowy medal. W 1993 r. awansował do rozegranego w Zielonej Górze półfinału kontynentalnego (eliminacji Indywidualnych Mistrzostw Świata), w którym zajął X miejsce.
13 lutego 2015 został oficjalnie ogłoszonym trenerem seniorów Falubazu Zielona Góra.

## Osiągnięcia indywidualne
- Indywidualne Mistrzostwa Polski:
  - 1991 - 3. miejsce
- Srebrny Kask:
  - 1985 - 2. miejsce
- Brązowy kask:
  - 1986 - 3. miejsce
  - 1987 - 3. miejsce